# Красники, Фериз
Фериз Красники (Feriz Krasniqi, Фериз Краснићи; 4 января 1931 — 27 января 2024) — югославский и косовский учёный-биолог, президент Приштинского университета (1975—1979), член академии наук и искусств Косова (2000).

## Биография
Родился в Трпезе, Малишево, и там же учился в начальной школе. Окончил восьмилетнюю школу в Приштине и среднюю — в Джяковице, биологический факультет Нишского университета (1954) и факультет математики и естественных наук Университета Скопье (1961).
С 1961 года на биологическом отделении философского факультета Приштинского университета: ассистент, преподаватель. В 1968 году в Белградском университете защитил докторскую диссертацию «Выращивание лесов в холмистых регионах Косова».
С 1969 года доцент, с 1980 года профессор кафедры систематики высших растений, работал в этой должности до выхода на пенсию. Вице-ректор (1973—1975) и в течение двух сроков (1975—1979) ректор Приштинского университета.
С 2000 года член Косовской академии наук и искусств.
Его именем назван чернокорень Cynoglossum Krasniqi.

## Сочинения
- Фериз Краснићи. Шумска вегетација брдског региона Косова . Приштина . Заједница научних установа Косова . Штампа «Обод» Цетиње . 1972. Стр . 133 + (2) + 8 прилога + (1) .